# Der Soldat und das lachende Mädchen
Der Soldat und das lachende Mädchen ist ein Ölgemälde von Jan Vermeer. Das 49,2 Zentimeter hohe und 44,4 Zentimeter breite Bild entstand 1658. Es zeigt eine in Anwesenheit eines Soldaten Wein trinkende Frau und spielt auf die Verführung mit Hilfe von Alkohol an. Damit ist das Gemälde eine moralisierende Darstellung. Der Soldat und das lachende Mädchen hängt in der Frick Collection in New York.

## Bildbeschreibung
Im linken Vordergrund des Bildes sitzt ein Soldat mit einem breitkrempigen Hut, der dem Betrachter des Bildes den Rücken zuwendet und stark verschattet ist. Seine rechte Hand hat er in die Hüfte gestemmt. Er ist der ihm gegenüber sitzenden Frau zugewandt, die ihn anlächelt und ihre linke Hand in einer rhetorischen Gebärde geöffnet hat. Sie trägt ein weißes Kopftuch und wird vom Licht, das durch das Fenster in den Raum fällt angestrahlt. Im Bildhintergrund an der Wand ist wie in vielen Bildern Vermeers eine Landkarte zu sehen. Bei der Landkarte handelt es sich um „The New and Accurate Topography of All Holland and West Friesland“, die 1609 beauftragt wurde. Jan Vermeer hat abweichend vom Original die Landmassen in Blau und das Wasser in Ocker wiedergegeben. Möglich ist, dass Jan Vermeer damit auf die verminderte Rolle von Heeresangehörigen in der niederländischen Gesellschaft anspielte.
In dem Bild Der Soldat und das lachende Mädchen sind die Größenunterschiede zwischen Mann und Frau aufgrund der jähen Raumverkürzung so groß wie in keinem anderen Bild von Jan Vermeer. Dabei ist die übermäßig erscheinende Größe des Soldaten auch durch die Reproduktionsbedingungen der Camera obscura bedingt. Die daraus resultierende Komposition stellt die Dominanz des Mannes deutlich heraus. 1891 entdeckte und beschrieb der US-amerikanische Lithograph, Illustrator und Autor Joseph Pennell als Erster die „fotografischen Perspektiven“. Mit dem  Gegensatz von Licht, das auf die Frau fällt, und Schatten, der den Soldaten umgibt, wird zudem die Symbolik der Reinheit der Frau und der bösen Machenschaften des Mannes bemüht. In einer neueren Interpretation der Symbolik steht der Kastorhut des Soldaten im Vordergrund, da dieser in der Zeit von Vermeer als Luxusartikel gilt und die damaligen Marktmacht der Niederländischen Ostindien-Kompanie und deren rücksichtslosen Vorgehen bei der Beschaffung der Rohstoffe (s. Biberkriege) symbolisiert.
Der gezeigte Raum ist auch auf einem früheren Bild von Jan Vermeer wiedergegeben. Die 1657 entstandene Briefleserin am offenen Fenster zeigt nicht nur denselben Tisch und denselben Stuhl, sondern die Brief lesende junge Frau trägt sogar dasselbe Kleid wie die junge Frau in „Der Soldat und das lachende Mädchen“. Die Landkarte erscheint zudem in Vermeers Bild Briefleserin in Blau aus den 1660er Jahren.

## Provenienz

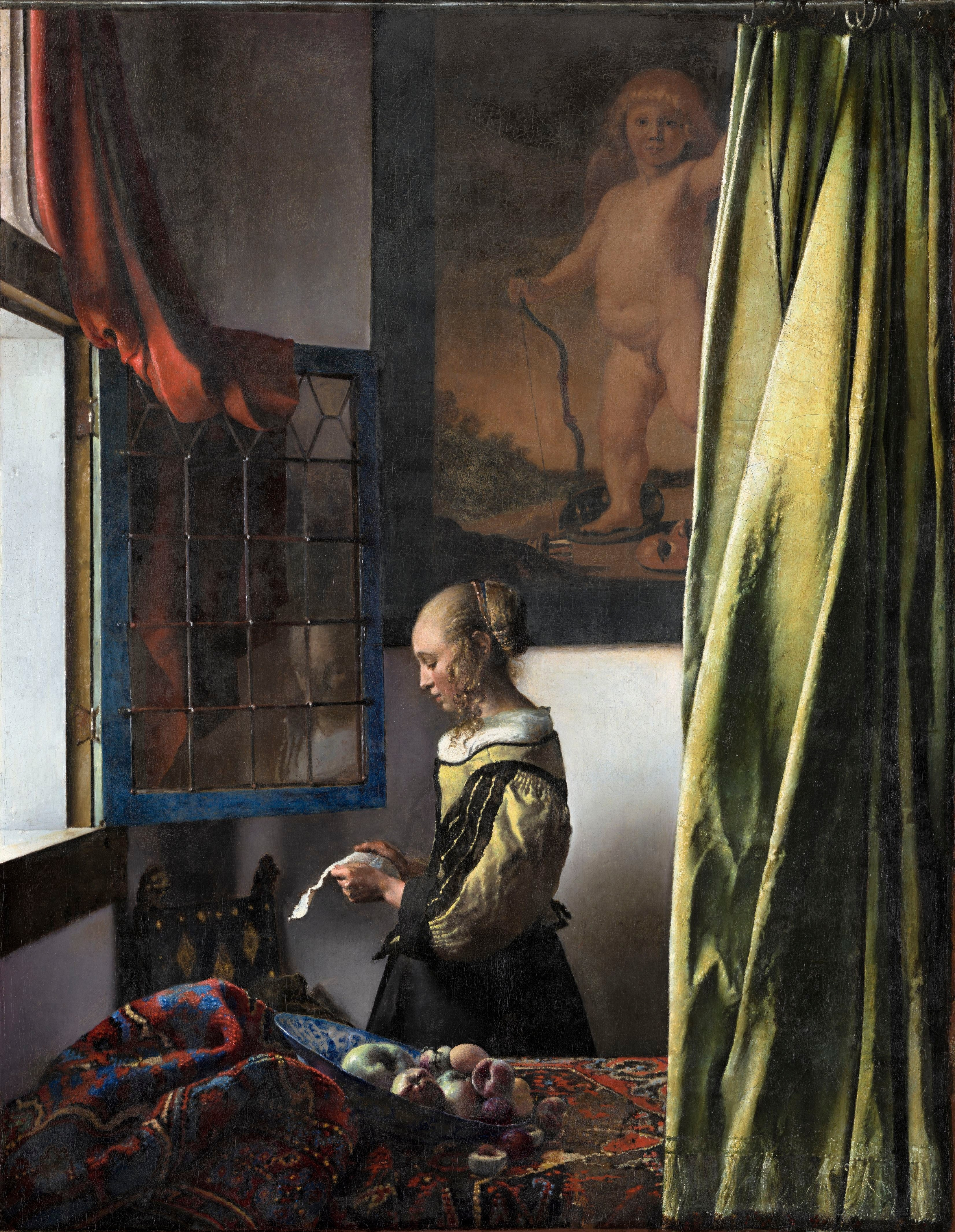
Briefleserin am offenen Fenster, 1657

Der Soldat und das lachende Mädchen wurde 1911 von Henry Clay Frick für fast 300.000 US-Dollar erworben. Der Kauf fiel in eine Zeit, in der die Preise für Vermeer-Gemälde stark gestiegen waren und dessen Bilder bei Sammlern gesucht waren. So schrieb Wilhelm von Bode in der New York Times, dass ein Vermeer „the greatest treasure for an American collector“ wäre (sinngemäß: „der größte Schatz für einen amerikanischen Sammler“). Zuvor hatte Frick bereits 1901 das Bild Die unterbrochene Musikstunde erworben.
Das Gemälde Der Soldat und das lachende Mädchen ist heute in der Frick Collection in New York zu sehen.